# Partidos tradicionales de Uruguay

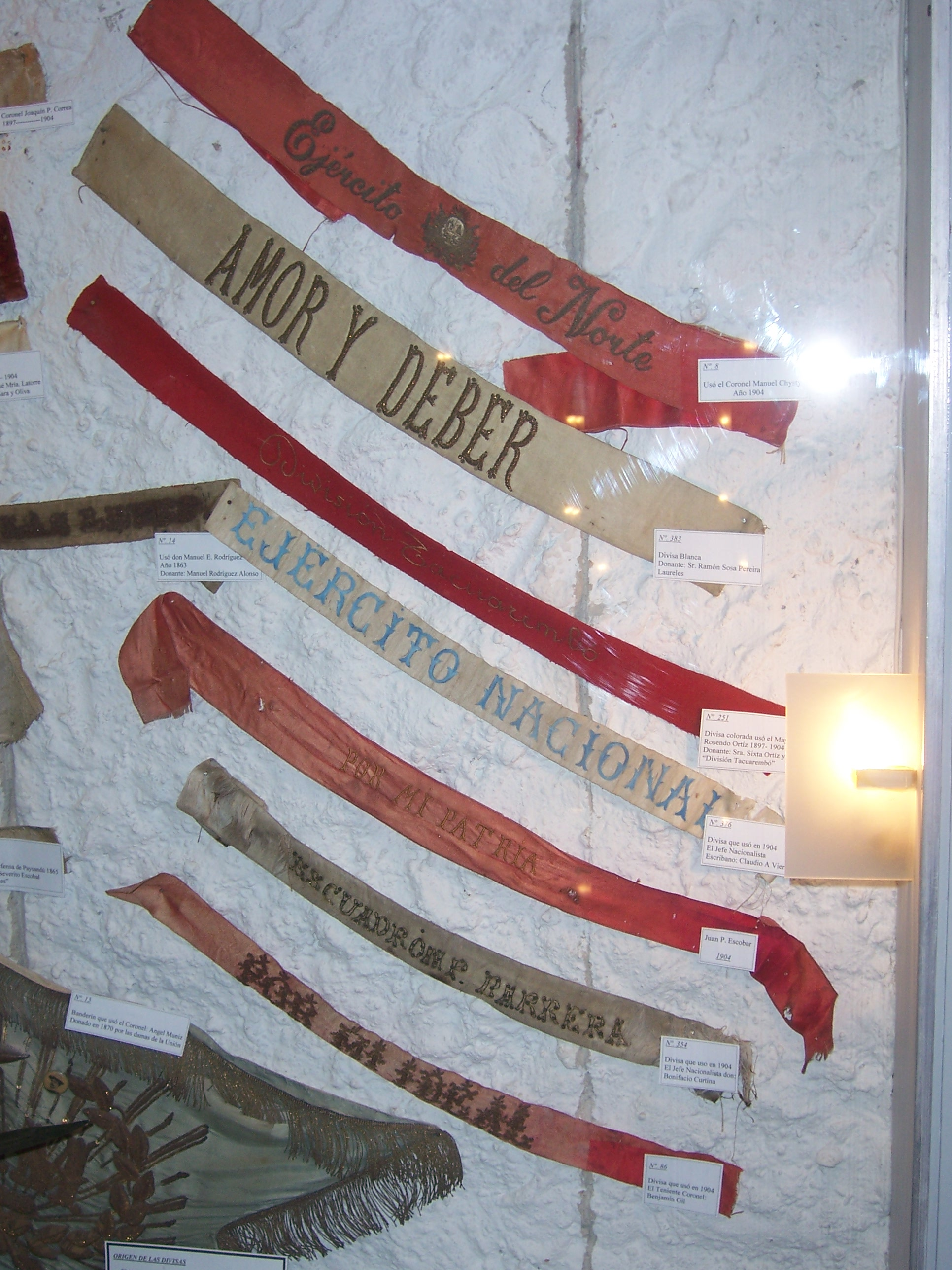
Algunas de las divisas partidarias que se utilizaron en Uruguay. La imagen corresponde al acervo depositado en el Museo del Indio Washington Escobar, sito en la ciudad de Tacuarembó, capital del departamento homónimo.

La denominación partidos tradicionales, partidos históricos, o partidos fundacionales, es usada para referirse en forma genérica a los partidos políticos fundados en el siglo XIX en Uruguay, el Partido Nacional (inicialmente llamado Partido Blanco y aún hoy día también conocido bajo esta denominación) y el Partido Colorado.
De todas maneras y desde distintos sectores, en los últimos años también se ha argumentado que, debido a su trayectoria, el Frente Amplio también ha pasado a ser un partido tradicional más (aunque no sea un partido fundacional de las primeras épocas de construcción del país).

## Surgimiento
Los dos partidos existen prácticamente desde el nacimiento de la república. Sus orígenes deben ser trazados en las simpatías existentes en la época de las luchas por la independencia de España y de Brasil. Empero, su "acta de nacimiento" es la Batalla de Carpintería ocurrida el 19 de septiembre de 1836. En dicha batalla las fuerzas gubernamentales, al mando de Juan Antonio Lavalleja, se enfrentaron a fuerzas revolucionarias, al mando del expresidente Fructuoso Rivera, aliado con los unitarios argentinos exiliados en Uruguay al mando de Juan Lavalle. 
En esta batalla, las tropas gubernamentales se distinguieron usando vinchas blancas, las cuales lucían la inscripción "Defensores de las Leyes". Las tropas de Rivera usaron como distintivo una vincha hecha con el forro de los ponchos, que era de color rojo. Anteriormente, los "liberales uruguayos" usaban divisas celestes, pero con el tiempo se desteñían, tornándose casi blancas, por lo que se cambió el color al rojo. Allí nacieron las "divisas" de los "blancos" y los "colorados".
Históricamente, los colorados representaron los intereses de los grupos populares urbanos de Montevideo y de los inmigrantes, con una apertura a lo europeo. Mientras que los blancos tenían su base en el medio rural (interior del Uruguay) y en los terratenientes.
Si bien actualmente el Partido Nacional se identifica con el pensamiento liberal, ello no siempre fue así. El conservadurismo liberal del Partido nacional surgió en el siglo XIX como reacción al estatismo y al intervencionismo promovido desde los gobiernos de Montevideo, pero particularmente en el siglo XX como reacción contra el proyecto reformista y benefactor del batllismo colorado. Inicialmente el liberalismo estaba asociado al Partido Colorado. 
En sus orígenes, el Partido Colorado se vinculó al Partido Unitario argentino y a los brasileños separatistas creadores de la República Riograndense. El unitarismo derivada del centralismo de tiempos de la independencia y del modelo de estado centralizado que ofrecía el Primer Imperio francés de Napoleón Bonaparte. Los unitarios fueron un grupo integrado en su mayoría por la élite, miembros de la clase alta, intelectuales y militares. Los colorados buscaban la preeminencia de Montevideo contra el interior del país, apoyado por el Partido Nacional. En el aspecto económico defendían el liberalismo, el libre comercio, la libre navegación de los ríos por parte de buques europeos, la modernización del sistema financiero mediante la creación de un banco emisor de papel moneda y la contratación de préstamos para la ejecución de obras. Por ello, a los primeros colorados se los conoce como los "liberales uruguayos".
Sin embargo, a comienzos del siglo XX, José Batlle y Ordóñez creó una nueva corriente dentro del partido. Durante muchos años al batllismo se le opuso el riverismo, corriente colorada contraria a la postura estática del batllismo y que aspiraba a un partido más vinculado con el liberalismo clásico. El riverismo era partidario, además, de un Poder Ejecutivo unipersonal "que realmente gobernara" y opuesto al modelo de ejecutivo colegiado del batllismo. Su principal dirigente fue Pedro Manini Ríos, quien se expresaba a través del matutino La Mañana.
La distribución geográfica de los partidos a fines del siglo XX respondía aún, en gran medida, a las simpatías y enemistades surgidas durante todo el siglo anterior: en Montevideo y el área metropolitana, predominaba el Partido Colorado, mientras que en buena parte del interior predominaba el Partido Nacional. La notoria excepción fue el departamento de Artigas, de fuerte cuño colorado hasta entrado el siglo XXI.

## Bipartidismo
Hasta el año 1971 (cuando se fundó la coalición de izquierda Frente Amplio), fueron las dos fuerzas dominantes del panorama político uruguayo. Hablar de "blancos y colorados" podía considerarse un sinónimo de "todo el espectro político uruguayo". Sin embargo, mirando atentamente, cada partido era una federación de sectores políticos, a menudo con ideas divergentes entre sí, y, en ocasiones, esas luchas llegaban a tal intensidad que algún dirigente importante abandonaba el partido y comparecía en un acto electoral con un partido aparte que, de todos modos, en su nombre aludía claramente a sus orígenes. A modo de ejemplo: el Nacionalismo Independiente, separado del resto del Partido Nacional por serias diferencias con su caudillo Luis Alberto de Herrera, funcionó como un "tercer partido" a los efectos legales y electorales, pero "en el sentimiento era todo un solo Partido Nacional"; los políticos blancos luchaban por los mismos votos, incluso desde lemas partidarios diferentes. Otro caso comparable fue el Radicalismo Blanco encabezado por Lorenzo Carnelli.
En cuanto a la sensibilidad de los políticos y su valoración por parte del electorado, históricamente los colorados han tendido al secretismo institucional, y los blancos a una anárquica exposición pública de sus diferencias; una y otra postura ha sido valorada como positiva o negativa, según la adhesión partidaria.
Este estado de cosas se mantuvo así durante mucho tiempo, mientras la atomización al interior de los partidos era rampante. En el seno de estos grandes "partidos atrapalotodo", cada sector político defendía a capa y espada su identidad, sus votos, y hasta su clientela política; al decir de la anarquista Luce Fabbri, “más que partidos, parecían agencias de trabajo”. De hecho, muchas veces hubo una verdadera "cohabitación de sectores", es decir, parte de un partido gobernaba con el apoyo de parte de otro, habiendo a su vez opositores al gobierno de turno dentro del partido de gobierno; con lo cual se incrementaban hasta las diferencias ideológicas entre los sectores de un mismo partido. Sin proclamarlo intencionalmente, los dos partidos tradicionales practicaban, en los hechos, el transversalismo ideológico.

## La dictadura militar y sus secuelas
Después del quiebre que significaron doce años de dictadura militar entre 1973 y 1985, los partidos tradicionales empezaron a funcionar cada vez más cercanos en su actuar: a fines de 1984, el caudillo blanco Wilson Ferreira Aldunate le ofrece "gobernabilidad" al recientemente electo presidente colorado Julio María Sanguinetti; en 1990, el presidente blanco Luis Alberto Lacalle convoca a los colorados a una "coincidencia nacional". El punto culminante fue el gobierno de coalición (1995-2000), durante el cual los dos partidos tradicionales gobernaron prácticamente en conjunto; este gobierno, presidido por Sanguinetti y con Alberto Volonté como "vocero", marcó el final del predominio de ambos partidos. En efecto: si bien su sucesor Jorge Batlle también formó una coalición (ésta más breve y laxa), ya el Frente Amplio convocaba a dos de cada cinco electores, y venía creciendo.

## Los partidos tradicionales en elsigloXXI
A inicios del siglo XXI, ambos partidos conservaron su vigencia, pero con muy distinta suerte. En el 2004 el Partido Nacional logró posicionarse como oposición al gobierno de izquierda, representando a más de un tercio del electorado, a la vez que el Partido Colorado enfrentó una dura derrota, convocando a sólo uno de cada diez electores. De tal modo, hubo quienes hablaron de "un nuevo bipartidismo" donde los dos partidos a considerar serían por un lado el Frente Amplio, y por otro lado el Partido Nacional, o bien los dos partidos tradicionales en una hipotética unidad de ideas. No obstante, frente a la recuperación electoral del Partido Colorado en las elecciones del 2009 y la negativa de Pedro Bordaberry, Secretario General de los colorados, a conformar una alianza para las elecciones municipales del 2010, por un tiempo se alejó la conformación de dicho acuerdo. En el año 2013, por el contrario, se avanzó en la integración del Partido de la Concertación, un lema partidario accidental en Montevideo, para disputarle el gobierno departamental al Frente Amplio.
Se nota, además, un "desanclaje" del electorado. Si bien medio Uruguay vota a los partidos tradicionales, son muchos los ciudadanos que lo hacen por descarte, sin sentir realmente un vínculo con los partidos. Pero, de todos modos, quienes sí tienen raíces fuertes en las tradiciones de sus partidos, frenan un eventual proceso de convergencia en un "partido blanquicolorado".